# Dekkersduin
A Dekkersduin vagy korábbi teljes nevén Gezicht vanaf Dekkersduin (azaz kilátás a Dekkersduinra) a holland tájképfestő, Johannes Weissenbruch 1849-es alkotása.

## Leírása
A Dekkersduin vagy Ostblok egykori homokdűne Hága területén. A 19. századig létezett, a mai Duinoord negyed területén, a királyi palotától nyugatra, mintegy két kilométernyire a tengertől. A dűne rendkívül népszerű volt a tájképfestők köreiben (például Jacob Maris), mivel kiváló rálátást biztosított a környékre, kiváló lehetőséget a táj perspektivikus ábrázolására. A dűne a környékbeli építkezések miatt a 19. században eltűnt.
Johan Hendrik Weissenbruch 1849-ben festette meg a dűnét ábrázoló tájképét. Kedvenc kirándulóhelye volt, ugyanis megragadták a síkvidék fényhatásai.  A festményt ma a haarlemi Teylers Múzeumban őrzik.